# Кубок Росії з футболу 2019—2020
Кубок Росії з футболу 2019–2020 — 28-й розіграш кубкового футбольного турніру в Росії. Титул вчетверте здобув Зеніт.

## Календар
| Раунд           | Дата                       | Матчі | Клуби   |
| --------------- | -------------------------- | ----- | ------- |
| Перший раунд    | 20-21 липня 2019           | 11    | 96 → 85 |
| Другий раунд    | 27-28 липня 2019           | 23    | 85 → 62 |
| Третій раунд    | 28 липня - 10 серпня 2019  | 14    | 62 → 48 |
| Четвертий раунд | 21 серпня - 3 вересня 2019 | 16    | 48 → 32 |
| 1/16 фіналу     | 25 вересня 2019            | 16    | 32 → 16 |
| 1/8 фіналу      | 30-31 жовтня 2019          | 8     | 16 → 8  |
| 1/4 фіналу      | 4 березня - 24 червня 2020 | 4     | 8 → 4   |
| 1/2 фіналу      | 19 липня 2020              | 2     | 4 → 2   |
| Фінал           | 25 липня 2020              | 1     | 2 → 1   |

## 1/16 фіналу
| Команда 1                      | Рахунок      | Команда 2          |
| ------------------------------ | ------------ | ------------------ |
| 25 вересня 2019                |              |                    |
| Балтика (2)                    | 1:1 пен. 4:1 | Локомотив (Москва) |
| СКА-Хабаровськ (2)             | 2:2 пен. 2:4 | Ахмат              |
| Промінь (Владивосток) (2)      | 1:0          | Динамо (Москва)    |
| Том (2)                        | 4:0          | Тамбов             |
| Єнісей (2)                     | 1:2          | Зеніт              |
| Чайка (Піщанокопське) (2)      | 0:1          | Уфа                |
| Аланія (Владикавказ) (3)       | 1:3          | ЦСКА               |
| Шинник (2)                     | 0:0 пен. 5:4 | Сочі               |
| КАМАЗ (3)                      | 1:2          | Спартак (Москва)   |
| Мордовія (2)                   | 0:2          | Ростов             |
| Чертаново (2)                  | 0:2 дч       | Оренбург           |
| Хімки (2)                      | 3:0          | Рубін              |
| Нижній Новгород (2)            | 1:0          | Краснодар          |
| Факел (Воронеж) (2)            | 1:2          | Арсенал (Тула)     |
| Чорноморець (Новоросійськ) (3) | 0:2          | Урал               |
| Торпедо (Москва) (2)           | 2:0          | Крила Рад          |

## 1/8 фіналу
| Команда 1            | Рахунок      | Команда 2                 |
| -------------------- | ------------ | ------------------------- |
| 30 жовтня 2019       |              |                           |
| Ахмат                | 5:1          | Промінь (Владивосток) (2) |
| Зеніт                | 4:0          | Том (2)                   |
| ЦСКА                 | 1:0          | Уфа                       |
| Нижній Новгород (2)  | 2:2 пен. 0:3 | Шинник (2)                |
| Урал                 | 2:2 пен. 5:4 | Арсенал (Тула)            |
| 31 жовтня 2019       |              |                           |
| Оренбург             | 1:2          | Хімки (2)                 |
| Спартак (Москва)     | 2:1          | Ростов                    |
| Торпедо (Москва) (2) | 1:0          | Балтика (2)               |

## 1/4 фіналу
| Команда 1        | Рахунок | Команда 2            |
| ---------------- | ------- | -------------------- |
| 4 березня 2020   |         |                      |
| Ахмат            | 1:2 дч  | Зеніт                |
| Спартак (Москва) | 3:2 дч  | ЦСКА                 |
| 5 березня 2020   |         |                      |
| Хімки (2)        | 5:1     | Торпедо (Москва) (2) |
| 24 червня 2020   |         |                      |
| Шинник (2)       | 0:2     | Урал                 |

## 1/2 фіналу
| Команда 1     | Рахунок | Команда 2        |
| ------------- | ------- | ---------------- |
| 19 липня 2020 |         |                  |
| Зеніт         | 2:1     | Спартак (Москва) |
| Урал          | 1:3     | Хімки (2)        |

## Фінал
| 25 липня 2020 17:00 (EEST) |

| Зеніт            | 1:0      | Хімки (2) |
| ---------------- | -------- | --------- |
| Дзюба 84' (пен.) | Протокол |           |

| Єкатеринбург-Арена, Єкатеринбург Глядачів: 3 408 Арбітр: Володимир Москальов |